# Platynowa kolekcja: Złote przeboje (album Violetty Villas)
Platynowa kolekcja: Złote przeboje – składanka przebojów Violetty Villas. Płyta została wydana w ramach cyklu „Platynowa kolekcja” przedstawiającego najpopularniejszych polskich wykonawców.

## Spis utworów
1. „Ja jestem Violetta” – 2:50
2. „Dla Ciebie miły” – 3:30
3. „Mechaniczna lalka” – 6:10
4. „Wszędzie gdzie ty” – 5:25
5. „Dzikuska” – 3:05
6. „Mała Inez” – 2:25
7. „Tiritomba” – 3:03
8. „Szesnaście lat” – 3:00
9. „Granada” – 4:55
10. „Jesteś mi potrzebny” – 4:00
11. „Spójrz prosto w oczy” – 4:31
12. „Dla ciebie mamo” – 4:20
13. „Andaluzja” – 2:55
14. „Józek” – 2:30
15. „Marzeń moich nie zna nikt” – 3:00
16. „Przyjdzie na to czas” – 3:20
17. „Meksykańska corrida” – 3:10
18. „Pucybut z Rio” – 3:10
19. „Zabierz mnie z Barcelony” – 2:45
20. „Nie ma miłości bez zazdrości” – 4:55